# Ambelania
Ambelania, biljni rod iz porodice Apocynaceae smješten u vlastiti podtribus Ambelaniinae, dio tribusa Tabernaemontaneae.
Postoje tri priznate vrste u tropskoj Južnoj Americi. Plodovi vrste A. acida koriste se u prehrani, sirovi ili kuhani kao povrće.

## Vrste
1. Ambelania acida Aubl.
2. Ambelania duckei Markgr.
3. Ambelania occidentalis Zarucchi

## Sinonimi
- Bentheca Neck.
- Kasailo Dennst.
- Willughbeia Scop.